# Anne Kelleter
Anne Kelleter est une femme politique belge membre d'Ecolo.

## Biographie
Lors des élections régionales de 2019, Anne Kelleter est élue députée au parlement au Parlement wallon.